# Kościół Ewangelicko-Luterański w Ameryce

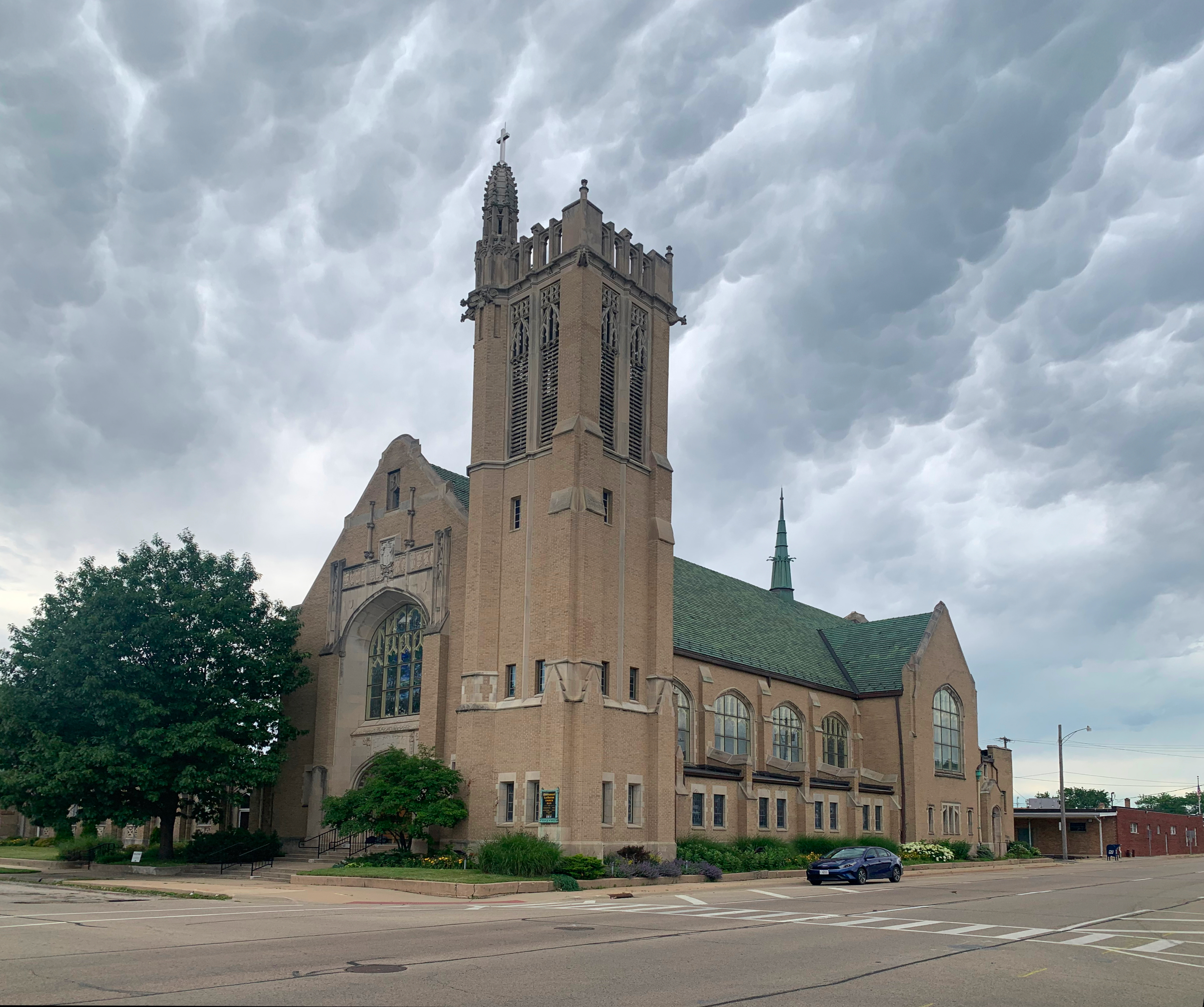
Kościół Ewangelicko–Luterański w Rockford

Kościół Ewangelicko-Luterański w Ameryce (ang. Evangelical Lutheran Church in America, w skrócie ELCA) – największy Kościół luterański w Stanach Zjednoczonych. Na koniec 2024 roku liczył 2 677 239 członków. Powstał w 1988 roku z połączenia trzech działających na obszarze USA Kościołów luterańskich i na starcie liczył blisko 5,3 mln wyznawców. 
Jest to jeden z najbardziej liberalnych kościołów luterańskich na świecie. ELCA powszechnie wyświęca kobiety, praktykujących homoseksualistów, a także pastorów transseksualnych. W 2009 r. ELCA zagłosowało za zezwoleniem na wyświęcanie pastorów w związkach osób tej samej płci, a w 2013 r. Kościół mianował swojego pierwszego otwarcie homoseksualnego biskupa, Guya Erwina. Jednak jak wykazały badania Public Religion Research Institute (PRRI) – duchowieństwo ELCA jest dużo bardziej liberalne od jego parafian i znajdują się w nim konserwatywne frakcje. W wyniku liberalnego „pędu” Kościoła, wiele organizacji konserwatywnych zerwało z nim współpracę, w tym największy luterański Kościół na świecie – Etiopski Kościół Ewangelicki Mekane Yesus.
Jest członkiem Światowej Federacji Luterańskiej i Światowej Rady Kościołów. Od 2013 roku zwierzchnikiem Kościoła jest biskup Elizabeth Eaton. Jego siedziba znajduje się w Chicago. Najbardziej popularny pozostaje na Środkowym Zachodzie, gdzie żyje wielu niemieckich i skandynawskich potomków dawnych migrantów.